# Division II i fotboll 1946/1947
Division II i fotboll 1946/1947 bestod av fyra serier med 10 lag i varje serie. Det var då Sveriges näst högsta division. Varje serievinnare gick till kvalspel för att eventuellt flyttas upp till Allsvenskan och de två sämsta degraderades till Division III. Det gavs 2 poäng för vinst, 1 poäng för oavgjort och 0 poäng för förlust.
Eftersom antalet serier i division 2 skulle skäras ner från fyra stycken till två stycken säsongen därpå så åkte ovanligt många lag ur denna säsong. De lag som kom sist i varje serie åkte till och med ner till division 4. Detta innebar även att inga lag från division 3 flyttades upp denna säsong.

## Serier

### Norra
| Nr | Lag              | S  | V  | O | F  | GM | IM | MS  | P  |
| -- | ---------------- | -- | -- | - | -- | -- | -- | --- | -- |
| 1  | Ludvika FFI      | 18 | 15 | 1 | 2  | 45 | 18 | +27 | 31 |
| 2  | Sandvikens AIK   | 18 | 11 | 4 | 3  | 48 | 22 | +26 | 26 |
| 3  | Surahammars IF   | 18 | 9  | 2 | 7  | 26 | 23 | +3  | 20 |
| 4  | Västerås IK      | 18 | 7  | 4 | 7  | 32 | 34 | −2  | 18 |
| 5  | IFK Västerås     | 18 | 5  | 7 | 6  | 24 | 24 | 0   | 17 |
| 6  | IK Brage         | 18 | 8  | 1 | 9  | 33 | 38 | −5  | 17 |
| 7  | Sandvikens IF    | 18 | 5  | 4 | 9  | 28 | 35 | −7  | 14 |
| 8  | Avesta AIK       | 18 | 5  | 4 | 9  | 26 | 33 | −7  | 14 |
| 9  | Iggesunds IK (U) | 18 | 5  | 4 | 9  | 26 | 39 | −13 | 14 |
| 10 | Enköpings SK (U) | 18 | 4  | 1 | 13 | 19 | 41 | −22 | 9  |

Ludvika FFI gick vidare till kvalspel till Allsvenskan och IK Brage, Sandvikens IF, Avesta AIK och Iggesunds IK flyttades ner till division III. Enköpings SK flyttades direkt ner till division 4.

### Östra
| Nr | Lag                     | S  | V  | O | F  | GM | IM | MS  | P  |
| -- | ----------------------- | -- | -- | - | -- | -- | -- | --- | -- |
| 1  | Jönköpings Södra IF (N) | 18 | 13 | 2 | 3  | 63 | 22 | +41 | 28 |
| 2  | Åtvidabergs FF          | 18 | 12 | 3 | 3  | 52 | 27 | +25 | 27 |
| 3  | IK Sleipner             | 18 | 8  | 6 | 4  | 41 | 29 | +12 | 22 |
| 4  | Husqvarna IF            | 18 | 9  | 2 | 7  | 44 | 42 | +2  | 20 |
| 5  | Reymersholms IK         | 18 | 7  | 5 | 6  | 26 | 29 | −3  | 19 |
| 6  | BK Derby                | 18 | 7  | 2 | 9  | 19 | 32 | −13 | 16 |
| 7  | IFK Eskilstuna          | 18 | 7  | 1 | 10 | 19 | 33 | −14 | 15 |
| 8  | IFK Värnamo (U)         | 18 | 5  | 4 | 9  | 32 | 39 | −7  | 14 |
| 9  | IFK Lidingö (U)         | 18 | 5  | 3 | 10 | 24 | 34 | −10 | 13 |
| 10 | Hammarby IF             | 18 | 2  | 2 | 14 | 14 | 47 | −33 | 6  |

| Hemma \ Borta    | BKD | HAIF | HUIF | IFKE | IFKL | IFKV | IKS | JS  | RIK | ÅFF |
| BK Derby         | —   | 2–1  | –    | –    | –    | –    | –   | 2–1 | –   | –   |
| Hammarby IF      | 1–2 | —    | 0–2  | 0–1  | 1–0  | 0–2  | 0–3 | 1–8 | 1–1 | 0–6 |
| Husqvarna IF     | –   | 4–3  | —    | –    | –    | –    | –   | 5–4 | –   | –   |
| IFK Eskilstuna   | –   | 1–0  | –    | —    | –    | –    | –   | 0–0 | –   | –   |
| IFK Lidingö      | –   | 4–1  | –    | –    | —    | –    | –   | 1–2 | –   | –   |
| IFK Värnamo      | –   | 0–2  | –    | –    | –    | —    | –   | 2–7 | –   | –   |
| IK Sleipner      | –   | 1–1  | –    | –    | –    | –    | —   | 0–4 | –   | –   |
| Jönköpings Södra | 2–0 | 4–1  | 0–2  | 4–1  | 3–0  | 4–2  | 2–1 | —   | 5–0 | 3–3 |
| Reymersholms IK  | –   | 3–0  | –    | –    | –    | –    | –   | 0–6 | —   | –   |
| Åtvidabergs FF   | –   | 3–1  | –    | –    | –    | –    | –   | 1–4 | –   | —   |

Jönköpings Södra gick vidare till kvalspel till Allsvenskan och BK Derby, IFK Eskilstuna, IFK Värnamo och IFK Lidingö flyttades ner till division III. Hammarby IF flyttades direkt ner till division 4.

### Västra
| Nr | Lag                 | S  | V  | O | F  | GM | IM | MS  | P  |
| -- | ------------------- | -- | -- | - | -- | -- | -- | --- | -- |
| 1  | Örgryte IS          | 18 | 13 | 2 | 3  | 53 | 26 | +27 | 28 |
| 2  | Tidaholms GIF       | 18 | 10 | 4 | 4  | 48 | 25 | +23 | 24 |
| 3  | IFK Uddevalla       | 18 | 8  | 5 | 5  | 28 | 24 | +4  | 21 |
| 4  | Karlstads BIK       | 18 | 9  | 2 | 7  | 36 | 31 | +5  | 20 |
| 5  | Karlskoga IF        | 18 | 8  | 4 | 6  | 33 | 33 | 0   | 20 |
| 6  | Lundby IF           | 18 | 5  | 7 | 6  | 17 | 21 | −4  | 17 |
| 7  | IFK Trollhättan (U) | 18 | 5  | 5 | 8  | 29 | 36 | −7  | 15 |
| 8  | Göteborgs FF        | 18 | 6  | 1 | 11 | 22 | 29 | −7  | 13 |
| 9  | IF Viken (U)        | 18 | 5  | 2 | 11 | 29 | 45 | −16 | 12 |
| 10 | Deje IK             | 18 | 4  | 2 | 12 | 21 | 46 | −25 | 10 |

Örgryte IS gick vidare till kvalspel till Allsvenskan och Lundby IF, IFK Trollhättan, Göteborgs FF och IF Viken flyttades ner till division III. Deje IK flyttades direkt ner till division 4.

### Södra
| Nr | Lag               | S  | V  | O | F  | GM | IM | MS  | P  |
| -- | ----------------- | -- | -- | - | -- | -- | -- | --- | -- |
| 1  | Halmstads BK (N)  | 18 | 11 | 3 | 4  | 56 | 27 | +29 | 25 |
| 2  | Landskrona BoIS   | 18 | 9  | 4 | 5  | 46 | 36 | +10 | 22 |
| 3  | IFK Malmö         | 18 | 9  | 3 | 6  | 40 | 33 | +7  | 21 |
| 4  | Kalmar FF         | 18 | 10 | 1 | 7  | 36 | 31 | +5  | 21 |
| 5  | Höganäs BK (U)    | 18 | 9  | 2 | 7  | 50 | 39 | +11 | 20 |
| 6  | Kalmar AIK        | 18 | 9  | 2 | 7  | 41 | 41 | 0   | 20 |
| 7  | Olofströms IF (U) | 18 | 7  | 1 | 10 | 42 | 51 | −9  | 15 |
| 8  | Malmö BI          | 18 | 4  | 5 | 9  | 30 | 50 | −20 | 13 |
| 9  | Nybro IF          | 18 | 4  | 4 | 10 | 28 | 40 | −12 | 12 |
| 10 | Alets IK          | 18 | 4  | 3 | 11 | 22 | 43 | −21 | 11 |

Halmstads BK gick vidare till kvalspel till Allsvenskan och Kalmar AIK, Olofströms IF, Malmö BI och Nybro IF flyttades ner till division III. Alets IK flyttades direkt ner till division 4.

## Kvalspel till Allsvenskan
| Lag 1       | Totalt | Lag 2            | Möte 1 | Möte 2 |
| Ludvika FFI | 1–3    | Jönköpings Södra | 1–2    | 0–1    |
| Örgryte IS  | 1–6    | Halmstads BK     | 1–4    | 0–2    |

Jönköpings Södra IF och Halmstads BK till Allsvenskan 1947/48. Ludvika FFI och Örgryte IS fick fortsätta spela i division II.